# Liste der Baudenkmale in Groß Köris
Die Liste der Baudenkmale in Groß Köris enthält alle Baudenkmale der brandenburgischen Gemeinde Groß Köris und ihrer Ortsteile (Klein Köris, Löpten). Grundlage ist die Landesdenkmalliste mit dem Stand vom 1. Januar 2025. Die Bodendenkmale sind in der Liste der Bodendenkmale in Groß Köris aufgeführt.

## Baudenkmale in den Ortsteilen
In den Spalten befinden sich folgende Informationen:
- ID-Nr.: Die Nummer wird vom Brandenburgischen Landesamt für Denkmalpflege vergeben. Ein Link hinter der Nummer führt zum Eintrag über das Denkmal in der Denkmaldatenbank. In dieser Spalte kann sich zusätzlich das Wort Wikidata befinden, der entsprechende Link führt zu Angaben zu diesem Denkmal bei Wikidata.
- Lage: die Adresse des Denkmales und die geographischen Koordinaten. Link zu einem Kartenansichtstool, um Koordinaten zu setzen. In der Kartenansicht sind Denkmale ohne Koordinaten mit einem roten beziehungsweise orangen Marker dargestellt und können in der Karte gesetzt werden. Denkmale ohne Bild sind mit einem blauen bzw. roten Marker gekennzeichnet, Denkmale mit Bild mit einem grünen beziehungsweise orangen Marker.
- Bezeichnung: Bezeichnung in den offiziellen Listen des Brandenburgischen Landesamtes für Denkmalpflege. Ein Link hinter der Bezeichnung führt zum Wikipedia-Artikel über das Denkmal.
- Beschreibung: die Beschreibung des Denkmales
- Bild: ein Bild des Denkmales und gegebenenfalls einen Link zu weiteren Fotos des Baudenkmals im Medienarchiv Wikimedia Commons

### Groß Köris
| ID-Nr.                           | Lage                   | Bezeichnung | Beschreibung | Bild           |
| -------------------------------- | ---------------------- | --- | --- | -------------- |
| 09140742                         | (Lage)                 | Klapp-Brücke (Waagebalkenbrücke) über den Groß Köris’schen Kanal mit Brückenwärterhaus (Lindenstraße 65)        | Die Brücke ist eine Stahlskelettkonstruktion. | weitere Bilder |
| 09140743 Teilobjekt zu: 09140742 | Lindenstraße 65 (Lage) | Wohnhaus | Das Brückenwärterhaus wurde in der Zeit von 1919 bis 1925 erbaut. Das Haus ist eingeschossig mit einem Satteldach.                                                                                   | BW             |
| 09140111                         | Berliner Straße (Lage) | Sowjetischer Ehrenfriedhof für 278 sowjetische Soldaten und Offiziere, gefallen in der Kesselschlacht bei Halbe | | weitere Bilder |
| 09140342                         | Lindenstraße (Lage)    | Christuskirche                                                                                                  | Die evangelische Christuskirche wurde von 1914 bis 1916 nach einem Entwurf von Georg Büttner erbaut. Restauriert wurde die Kirche von 2006 bis 2010.                                                 | weitere Bilder |
| 09140683                         | Lindenstraße (Lage)    | Kriegerdenkmal                                                                                                  | Das Denkmal für die Gefallenen der Weltkriege befindet sich vor dem südlichen Kirchenschiff der Christuskirche.                                                                                      | Kriegerdenkmal |
| 09141380                         | Seebadstraße (Lage)    | Ziegelpflasterstraße                                                                                            | Die Ziegelpflasterstraße befindet sich südlich des alten Ortskerns, beginnend an der Berliner Straße und mündet in die Lindenstraße. Erbaut wurde die Straße im ersten Viertel des 20. Jahrhunderts. | BW             |

### Klein Köris
| ID-Nr.   | Lage                     | Bezeichnung | Beschreibung | Bild           |
| -------- | ------------------------ | ----------- | ------------ | -------------- |
| 09140462 | Chausseestraße 47 (Lage) | Sommerhaus  |              | weitere Bilder |

### Löpten
| ID-Nr.                           | Lage                          | Bezeichnung | Beschreibung | Bild               |
| -------------------------------- | ----------------------------- | --- | --- | ------------------ |
| 09140474                         | Försterei Klein Hammer (Lage) | Oberförsterei Hammer, bestehend aus dem Oberförstereigehöft (Nr. 1) mit Forsthaus (Wohn- und Dienstgebäude), Pferdestall, Viehstall, Schweinestall, Scheune, Erdkeller und Wildgalgen einschließlich des Hofes und der Gärten (Flurstück 61), dem Forstsekretärsgehöft (Nr. 4) mit Wohn- und Dienstgebäude, Stallscheune und Wirtschaftsgebäude sowie dem Kutschergehöft mit Wohnhaus und Stallscheune | Das Forsthaus, auch genannt „Jagdschloss“ wurde von 1897 bis 1899 erbaut. Es ist ein eingeschossiger Bau mit H-förmigem Grundriss aus gelben Klinkern. Die Fassade zeigt eklektizistische Elemente. | weitere Bilder     |
| 09141269 Teilobjekt zu: 09140474 | Försterei Klein Hammer 1 ()   | Gehöft | | ein Bild hochladen |
| 09141272 Teilobjekt zu: 09140474 | Försterei Klein Hammer ()     | Forsthaus | | ein Bild hochladen |
| 09141273 Teilobjekt zu: 09140474 | Försterei Klein Hammer ()     | Pferdestall | | ein Bild hochladen |
| 09141274 Teilobjekt zu: 09140474 | Försterei Klein Hammer ()     | Stall | | ein Bild hochladen |
| 09141275 Teilobjekt zu: 09140474 | Försterei Klein Hammer ()     | Schweinestall | | ein Bild hochladen |
| 09141276 Teilobjekt zu: 09140474 | Försterei Klein Hammer ()     | Scheune | | ein Bild hochladen |
| 09141277 Teilobjekt zu: 09140474 | Försterei Klein Hammer ()     | Kelleranlage | | ein Bild hochladen |
| 09140638 Teilobjekt zu: 09140474 | Försterei Klein Hammer 1 ()   | Garten | | ein Bild hochladen |
| 09141270 Teilobjekt zu: 09140474 | Försterei Klein Hammer ()     | Gehöft | | ein Bild hochladen |
| 09141278 Teilobjekt zu: 09140474 | Försterei Klein Hammer ()     | Wohnhaus & Dienstgebäude | | ein Bild hochladen |
| 09141279 Teilobjekt zu: 09140474 | Försterei Klein Hammer ()     | Stall & Scheune | | ein Bild hochladen |
| 09141280 Teilobjekt zu: 09140474 | Försterei Klein Hammer ()     | Wirtschaftsgebäude | | ein Bild hochladen |
| 09141271 Teilobjekt zu: 09140474 | Försterei Klein Hammer ()     | Gehöft | | ein Bild hochladen |
| 09141281 Teilobjekt zu: 09140474 | Försterei Klein Hammer ()     | Wohnhaus | | ein Bild hochladen |
| 09141282 Teilobjekt zu: 09140474 | Försterei Klein Hammer ()     | Stall & Scheune | | ein Bild hochladen |